# Air Forces Monthly
O Air Forces Monthly (AFM) é uma revista de aviação militar publicada pela Key Publishing Ltd, com sede em Stamford, no condado inglês de Lincolnshire, no Reino Unido, criada em 1988. Seu enfoque é em fornecer notícias e análises sobre aviação militar, tecnologia e tópicos relacionados.
O jornal The Independent afirma que o "Air Forces Monthly é amplamente lido no Ministério da Defesa e na indústria de defesa, tanto na Grã-Bretanha como nos EUA".
Em 1997, um relatório da AFM de que um acidente de aeronave militar durante a decolagem em Boscombe Down, em 26 de setembro de 1994, envolveu uma aeronave Aurora classificada como secreta, provocando negações do Ministério da Defesa e do Departamento de Defesa dos Estados Unidos.
As publicações irmãs da Key Publishing incluem a Air International, Air Enthusiast, Airliner World e FlyPast.